# Vrhnika
Vrhnika – miasto w Słowenii, siedziba gminy Vrhnika. W 2018 roku liczyło 8701 mieszkańców.

## Geografia
Jest położona w południowo-zachodniej części kraju, na zachodnim skraju Ljubljanskiego barja. Od 1972 roku przebiega przez nią autostrada A1 z Lublany do Postojny.
Miejscowa gospodarka oparta jest na przemyśle ceramicznym, drzewnym, skórzanym i spożywczym.

## Historia
W czasach rzymskich istniała tu osada handlowa Nauportus, związana z mitem o argonautach. Był to punkt końcowy żeglugi rzecznej po Ljubljanicy, którą spławiano ładunki w kierunku Zatoki Triesteńskiej.
Z Vrhniką związana jest postać pisarza Ivana Cankara.